# Neoscona oriemindoroana
Neoscona oriemindoroana là một loài nhện trong họ Araneidae.
Loài này thuộc chi Neoscona. Neoscona oriemindoroana được Alberto Barrion & James A. Litsinger miêu tả năm 1995.